# Conrad vom Graben
Conrad vom Graben, auch Konrad vom Graben, Herr von Graben (genannt vermutlich zwischen 1170 und 1208) war erster bekannter Stammherr des den Meinhardinern entstammenden edelfreien Geschlechts der Herren von Graben. Der krainisch-steirische Edelmann stand, obwohl er ein freier Herr war, zwischen den Jahren 1185 und 1208 in ritterlichem Vasallendienst bei Hartnid III. des Orters von Traunsee.

## Leben

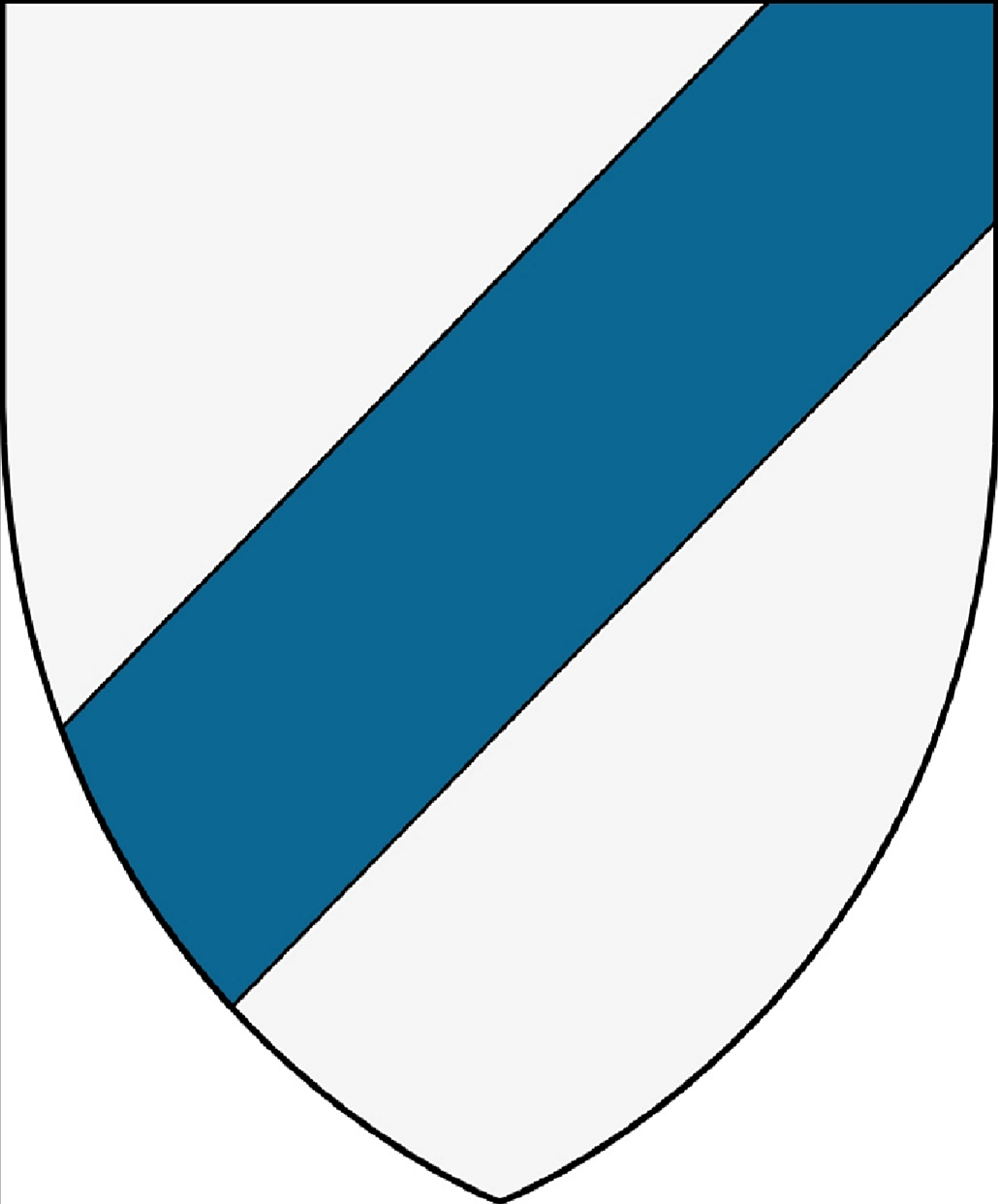
Stammwappen der Krainer Von Graben

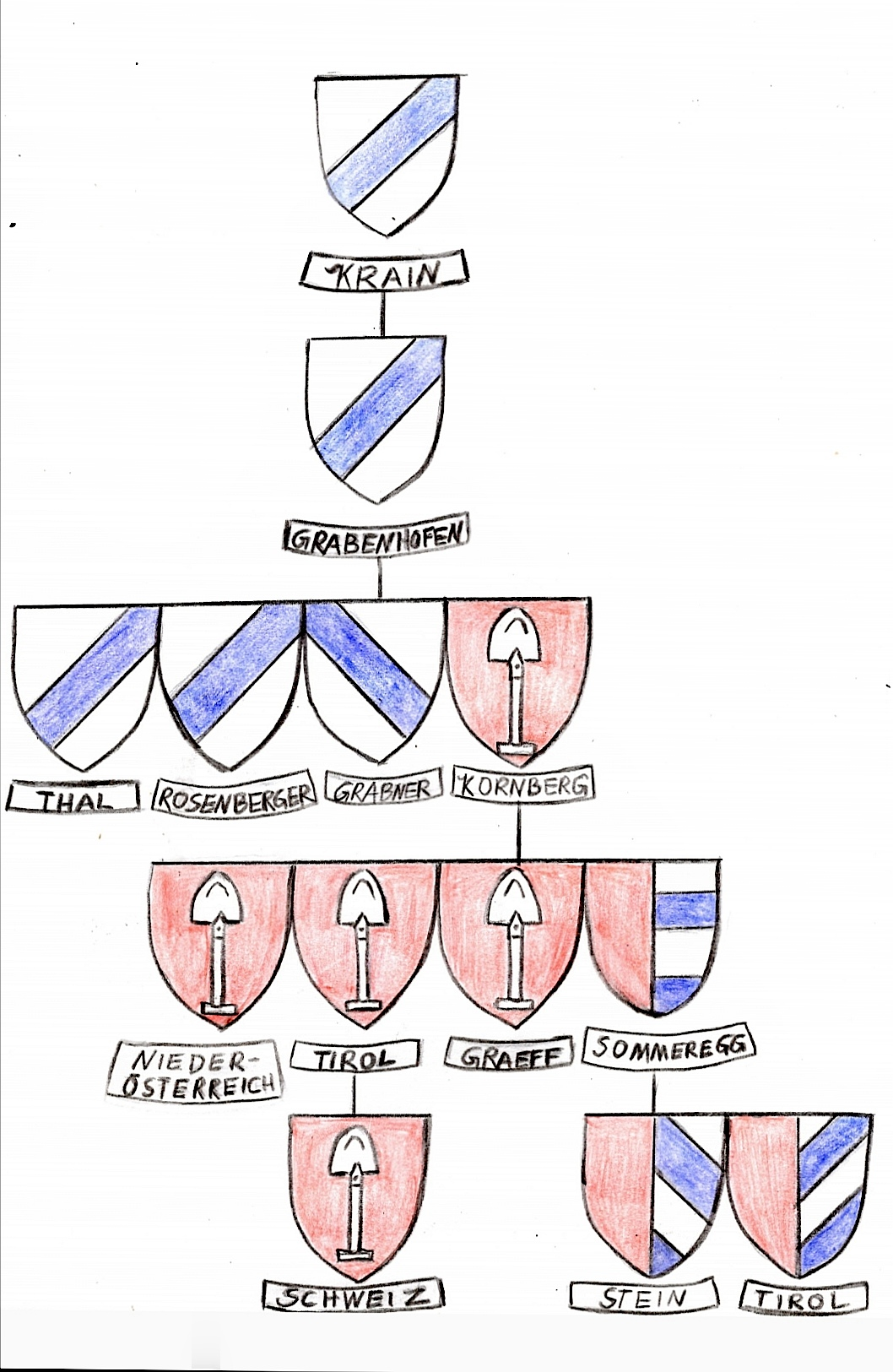
Heraldische Stammtafel der Herren von Graben sowie deren Abstammungen, ausgehend von der Krainer Stammlinie

Conrad wurde als Sohn bis dato namentlich ungenannter Eltern in Krain geboren. Der Historiker Johann Weichard von Valvasor nennt ihn gemeinsam mit seinem Bruder Grisold (Grimoald) vom Graben als das erste, ihm bekannte, Familienmitglied der Herren von Graben. Da die Herren von Graben den Meinhardinern, auch Grafen von Görz, entstammend waren, gilt Conrads Vater als ein unehelicher Sohn des Görzischen Grafen/Pfalzgrafen Engelbert I. oder dessen Bruder Pfalzgraf Meinhard I. von Görz.
Valvasor erwähnt die Brüder Conrad und Grisold als die ersten Bewohner des damals nur aus einem befestigten Turm bestehenden Grabenschen Stammschlosses Graben in Krain. Obwohl Conrad ein Krainer Edelmann war, wurde er des Öfteren im Gebiet der Steiermark urkundlich bezeugt. Eine Urkunde mit dem Siegel des Conrad aus dem Jahre 1203 wird heutzutage im Steirischen Landesarchiv aufbewahrt. Des Weiteren wurde Conrad als Zeuge und Siegler in diversen anderen Urkunden genannt. Über Conrads Ehestand und dessen Nachkommen ist nichts bekannt; wohl nur dass sich das Geschlecht der Herren von Graben in weiterer Folge auch in den steirischen Landen vermehrt ausbreiten vermochte.
Ein Rudolf (ab dem) vom Graben wird ab 1222 ebenfalls im Gefolge der einflussreichen Herren von Ort genannt.

## Information
Die Daten zu diesem Artikel wurden aus der Von Graben Forschung von Matthias Laurenz Gräff übernommen.